# Dänisch-Hallesche Mission
Die Dänisch-Hallesche Mission war die erste organisierte Missionsgesellschaft in der protestantischen Kirchengeschichte. Sie arbeitete zwischen 1706 und 1845 im Osten von Tamil Nadu in Südindien und wurde früher Tranquebarmission, wird aber heute wegen der drei tragenden Institutionen Dänisch-Englisch-Hallesche Mission oder ökumenisches Dreieck Kopenhagen-Halle-London (2006) genannt.
Die ökumenischen Träger waren lutherische Kreise in Dänemark, Vertreter des Halleschen Pietismus und der anglikanischen Society for Promoting Christian Knowledge (SPCK). Die Tranquebarmission begann auf dem Territorium der dänischen Handelsgesellschaft in Tranquebar und setzte ihre Arbeit später auf Gebieten unter englischer Herrschaft fort. Neben der Missionstätigkeit wurden bedeutende wissenschaftliche Forschungen zu der Sprache, Religion, Natur und Gesellschaft Südindiens betrieben.

## Geschichte
Im Jahr 1704 beschloss der dänische König Friedrich IV. in der südostindischen Handelskolonie Tranquebar eine Überseemission zu gründen. Am 9. Juli 1706 betraten die deutschen Missionare Bartholomäus Ziegenbalg (1682/83–1719) und Heinrich Plütschau (1676/77–1752) in Tranquebar indischen Boden. Nach ursprünglichen Konflikten mit der Dänischen Ostindien-Kompanie, die eine viermonatige Inhaftierung Ziegenbalgs zur Folge hatten, wurde Tranquebar zum Ausgangspunkt protestantischer Missionstätigkeit in Tamil Nadu.
Aufgrund der politischen und religiösen Verbindungen zwischen dem dänischen Königshof und pietistischen Kreisen in Deutschland sowie der persönlichen Kontakte zwischen den ersten Missionaren und August Hermann Francke entwickelten sich die Franckeschen Stiftungen in Halle zu einem der wichtigsten Träger der Missionstätigkeit. Die pietistischen Kreise in Halle um Francke und dessen Nachfolger zeichneten für einen Zeitraum von fast 150 Jahren für die Auswahl und Ausbildung neuer Kandidaten zur Aussendung nach Indien verantwortlich.
Ab 1710 beteiligte sich die Society for Promoting Christian Knowledge (SPCK) unter dem maßgeblichen Einfluss des pietistischen Hofpredigers Friedrich Michael Ziegenhagen finanziell und logistisch an der Mission. Mit der Gründung des Missionskollegiums in Kopenhagen versuchte das dänische Königshaus, seine Position als Initiator und Förderer der Mission weiter zu festigen.
Von Tranquebar aus erweiterte die Dänisch-Hallesche Mission ihren Einflussbereich beständig. 1728 trat in Madras mit Benjamin Schultze (1689–1760) offiziell der erste Missionar in anglikanische Dienste. Als weitere Missionsstationen folgten Cuddalore, Kalkutta, Tiruchirappalli und Tanjore. Ab 1750 missionierte Christian Friedrich Schwartz für die Dänisch-Hallesche Mission in Südindien. 1767 kam der Botaniker Johann Gerhard König als Missionsarzt nach Tranquebar.
War schon mit dem letzten Viertel des 18. Jahrhunderts ein Rückgang der Missionstätigkeit zu verzeichnen, verlor die Dänisch-Englisch-Hallesche Mission zu Beginn des 19. Jahrhunderts stark an Einfluss. Die politischen und gesellschaftlichen Bedingungen in Europa, die Auswirkungen der napoleonischen Kriege auf Deutschland ließen das Interesse der bisherigen Unterstützergruppen sinken. Die Tranquebarmission bestand offiziell bis zum Verkauf der dänischen Niederlassung Tranquebar an die Engländer 1845. Bereits seit dem Ende der dreißiger Jahre gab es keine der dänischen Krone unterstellten Missionare mehr in Tranquebar.
Die 1836 in Deutschland gegründete Evangelisch-Lutherische Missionsgesellschaft zu Dresden (ab 1848 Evangelisch-Lutherische Mission zu Leipzig) verstand sich als Nachfolgeorganisation der Dänisch-Halleschen Mission und entsandte 1840 mit Heinrich Cordes ihren ersten Missionar.
Nach 83 Jahren Missionsarbeit erklärten die lutherischen Kirchengemeinden in Tamil Nadu auf der Synode zu Tanjore gegenüber der „Leipziger Mission“ und der „Church of Sweden Mission“ am 14. Januar 1919 ihre Selbstständigkeit und gründeten die „Tamil Evangelical Lutheran Church (TELC)“. Ihre Führungspersönlichkeiten waren anschließend die Bischöfe von Tranquebar.

## Leistungen
Die Dänisch-Hallesche Mission war eine international und ökumenisch arbeitende Organisation. Ihre Trägerinstitutionen gehörten unterschiedlichen Nationen und Konfessionen an. Die europäischen Missionare waren auf die Unterstützung indischer Mitarbeiter angewiesen, die einen wesentlichen Teil der Bekehrungsarbeit vor Ort leisteten.
Als grundlegende Voraussetzung für die Missionsarbeit beschäftigten sich die Missionare mit den lokalen Sprachen und übersetzten Teile der Bibel, christliche Erbauungsliteratur und Gesangbücher ins Tamil und Telugu, aber auch Portugiesische. Durch den Aufbau von missionseigenen Druckereien verfügten sie über Möglichkeiten, eigene Arbeiten unmittelbar vor Ort und in kurzer Zeit zu drucken.
Das Schulwesen nahm eine zentrale Stellung im Rahmen der Missionsstrategie ein. Die Bildungsinhalte richteten sich nach den örtlichen Erfordernissen und nach den Besonderheiten der Kastenstruktur. Auch Mädchen erhielten eine Elementarbildung. Mit der Handwerksausbildung und dem Realienunterricht lehnten sich die Missionare an das Vorbild der Franckeschen Stiftungen in Halle an. Für die Arbeit an den Schulen bildeten sie eigene Lehrer aus.
Die Missionare bemühten sich ständig um Informationen und aktuelle Fachliteratur, die sie gezielt für eigene Untersuchungen nutzten. Sie standen im Gedankenaustausch mit indischen Gelehrten und mit Wissenschaftlern anderer europäischer Nationen. Mit ihren Briefen, Berichten und Tagebüchern, die in Halle publiziert und weltweit vertrieben wurden, prägten sie das Indienbild des 18. Jahrhunderts maßgeblich. Ihre Forschungen auf den Gebieten der Religion, Sprachwissenschaft, Ethnologie, Naturkunde und Medizin beeinflussten die Wissensentwicklung in Europa.
In Archiv und Bibliothek der Franckeschen Stiftungen zu Halle und des in Halle deponierten Archivs und der Bibliothek des Leipziger Missionswerks werden heute ca. 35.000 Handschriften und Drucke aufbewahrt, die von der herausragenden Tätigkeit der Missionare in Südindien zeugen.

## Archivbestand
Datenbank zu den Archivbeständen der Dänisch-Halleschen Mission:
- URL in Deutsch: fas.francke-halle.de/cgi-bin/dhm.pl
- URL in Englisch: fas.francke-halle.de/cgi-bin/dhmeng.pl

### Eigene Veröffentlichungen
- Die Königl. Dänischen Missionarien aus Ost-Indien eingesandter ausführlicher Berichte. Halle 1705–1775 (Hallesche Berichte).
- Neuere Geschichte der Missions-Anstalten zur Bekehrung der Heiden in Ostindien. Halle 1776–1848. (Neue Hallesche Berichte).
- Missionsnachrichten der Ostindischen Missionsanstalt zu Halle. Halle ab 1849

### Sekundärliteratur
- Arno Lehmann: Hallesche Mediziner und Medizinen am Anfang deutsch-indischer Beziehungen. In: Wissenschaftliche Zeitung der Martin-Luther-Universität Halle-Wittenberg, XIII. Jg. 1955 (= Jg. V) Heft 2 Seite 117–132.
- Kurt Liebau: Die ersten Tamilen aus der Dänisch-Halleschen Mission in Europa. Vom Objekt zum Subjekt kultureller Interaktion? in Fremde Erfahrungen. Asiaten und Afrikaner in Deutschland, Österreich und in der Schweiz bis 1945. Hg. Gerhard Höpp. Das Arabische Buch, Berlin 1996, ISBN 3860931113, S. 9–28.
- Daniel Jeyaraj: Inkulturation in Tranquebar. Der Beitrag der frühen dänisch-halleschen Mission zum Werden einer indisch-einheimischen Kirche (1706–1730). (Missionswissenschaftliche Forschungen. Neue Folge Band 4.) Verlag der Ev. Luth. Mission, Erlangen 1996.
- Heike Liebau: Über die Erziehung „tüchtiger Subjekte“ zur Verbreitung des Evangeliums: Das Schulwesen der Dänisch-Halleschen Mission als Säule der Missionsorganisation. In: Arthur Bogner (Hg.): Weltmission und religiöse Organisationen. Protestantische Missionsgesellschaften im 19. und 20. Jahrhundert. Würzburg 2004, S. 427–458.
- Erika Pabst (Hg.): Quellenbestände der Indienmission 1700 – 1918 in Archiven des deutschsprachigen Raums. Hallesche Quellenpublikationen und Repertorien 9. Halle 2005.
- Andreas Gross, Y. Vincent Kumaradoss, Heike Liebau (Hg.): Halle and the Beginning of Protestant Christianity in India, Volume 1–3: Franckesche Stiftungen, Halle 2006.
- Roland Sckerl, Tranquebar. Bilder aus den ersten hundert Jahren lutherischer Mission in Indien. Drei Kurzbiographien nach alten Berichten. Durmersheim, 2006.
- Anne-Charlott Trepp: Von der Missionierung der Seelen zur Erforschung der Natur. Die Dänisch-Hallesche Südindienmission im ausgehenden 18. Jahrhundert. In: Geschichte und Gesellschaft 36 (2010), S. 231–256.
- Heike Liebau: Die Dänisch-Englisch-Hallesche Mission (Tranquebarmission), in: Europäische Geschichte Online, hrsg. vom Institut für Europäische Geschichte (Mainz), 2010 Zugriff am: 13. Juni 2012.
- Tobias Delfs: Die Dänisch-Englisch-Hallesche Indienmission des späten 18. Jahrhunderts. Alltag, Lebenswelt und Devianz. (Beiträge zur Europäischen Überseegeschichte 112) Franz Steiner Verlag, Stuttgart 2020, ISBN 978-3-515-12867-4.
- Ulrike Gleixner: Mäzeninnen im Reich Gottes. Frauen hohen Standes im Netzwerk der protestantischen Indienmission im 18. Jahrhundert, in: L’Homme Geschlechtergeschichte global Heft 2 (2012), S. 13–31.
- Ulrike Gleixner: Remapping. The World: The Vision of a Protestant Empire in the Eighteenth Century. In: Barbara Becker-Cantarino (Hrsg.): Migration and Religion. Chloe, Beihefte zum Daphnis Bd. 46 (2012), S. 77–90.
- Thomas Ruhland: Pietistische Konkurrenz und Naturgeschichte: Die Südasienmission der Herrnhuter Brüdergemeine und die Dänisch-Englisch-Hallesche Mission (1755–1802). Herrnhuter Verlag, Herrnhut 2018, ISBN 978-3-931956-55-4.
- Brigitte Klosterberg: Das „Missionsarchiv“ im Archiv der Franckeschen Stiftungen zu Halle. in: MIDA Archival Reflexicon (2020), ISSN 2628-5029, 1–9.